# LeRoy Neiman
LeRoy Neiman (8. června 1921 Saint Paul, Minnesota, USA – 20. června 2012 New York City, New York, USA) byl americký malíř. Je autorem obrazů (často sítotisku) sportovců, hudebníků a sportovních událostí. V roce 1954 zahájil svoji spolupráci s časopisem Playboy. Byl oficiálním malířem pěti olympijských her.